# 丁仃
丁仃（1933年7月17日—1999年3月），原名陈体申，又名陈丁仃，上海市人，祖籍福建闽侯，中国画家、书法家、艺术评论家、鉴赏家及文艺活动家，中国美术家协会原常务理事，一级美术师。